# 군사훈련
군사훈련(軍事訓鍊, 영어: military training)은 군대에서 군인이 받는 군사적인 체력과 기술을 습득하기 위한 훈련이다. 

## 상세
군사 훈련은 직업 군인이 평시받지만, 전시에서는 일반 시민이 받을 수 있다. 군사 훈련과 군사 교육을 혼돈하여 사용되는 용어의 정의는 수정이 필요하다. 군사훈련은 일반적으로 군사 요원에게 작전을 수행하기 위해 필요한 지식과 기술을 부여하는 학습이다. 군이 지향하는 궁극적인 목적과 군사의 본질은, 적대적인 관계로 최대의 전투력을 함양하는 것이다. 그와 같은 군사용어의 객관적인 의미로 보아 군사 교육은 군사 훈련으로 정의되어야 한다.
그리고 이러한 전문적으로 훈련된 군인들을 실제 전시 상황이라고 가정하고 실시하는 워게임 단위의 군사 훈련도 여기에 포함된다. 이러한 군사훈련은 군인 양성 그 이상의 의미를 포함하고 있으며, 군수 장비와 무기를 동시다발로 운용함과 동시에 전술교리를 효과적으로 활용할 수 있는가를 직접 확인하는 모의 훈련이다. 이는 한 국가가 그 군사력을 바탕으로 전시작전권과 평시작전권을 얼마나 신속하고 효과적으로 잘 수행할 수 있는지 평가하는 훈련이다. 

## 병력 양성에서 군사훈련
사관학교. 부사관학교, 훈련소에서 장교, 부사관, 병사를 양성하는데 있어서 기초적으로 이뤄지는 교육 과정들이다. 이는 군인으로서 병력 완성과. 명령 및 지휘 전달 및 실시에 대한 유기체적 조직에 대한 적응력을 기르는 것을 중점으로 한다.
- 체력단련

- 제식훈련
- 사격
- 화생방
- 각개전투
- 행군
- 그 외 군인에게 요구되는 소양

## 병력 운용에서 군사훈련
군수 장비와 군인을 활용한 대규모 군사 훈련은 다양한 병종과 군종에 의해서 실시되고 있다. 
이는 한 나라가 단독으로 실시하는 방어 및 방위 훈련에서 두 나라 이상의 국가들이 다국적군을 형성하여 실시하는 방어 및 방위 훈련을 아우르고 있다. 오늘날 다국적군 훈련은 연합 훈련 및 합동 훈련으로 알려져 있으며, 방어 목적을 주로 한다. 
대표적인 예시로는 북대서양 조약 기구가 연례적으로 실시하는 방어 훈련이 있다. 오커스 또한 비정기적으로 심해 전투 훈련을 공동으로 실시하고 있다. 유럽 연합도 미국과 해상 훈련을 실시한 사례가 있다. 피치 블랙 훈련처럼 한 국가가 여러 국가들을 초대해서 합동 훈련을 진행하는 경우도 있다. 코브라 골드 훈련, 레드 플래그 훈련, 환태평양 합동 연습, 서던 재커루, 발리카탄 훈련 등이 있다.
양자 간 군사 훈련 또한 매우 활발하게 이뤄지고 있다. 한국인들에게 잘 알려진 한미연합훈련은 한국과 미국 간 실시되는 연합 군사 훈련이다. 이외에도 한국과 미국은 을지 프리덤 가디언, 팀 스피리트, 키 리졸브. 독수리 연습, 쌍룡훈련, 비질런트 스톰, 한미 연합전시증원연습, 한미 연합지휘소 훈련 등 양자 간 군사 훈련을 끊임없이 실시해왔다. 
호국훈련, 독도방어훈련, 소링 이글, 화랑훈련, 을지태극연습은 한국이 단독으로 진행하는 군사 훈련으로서 국지 도발 및 자국 방위에 대한 테세 점검을 목적으로 한다. 

## 같이 보기
- 교관(DI)
- 신병훈련
- 군사 교육 및 훈련